# Jan Jakubik
Jan Jakubik, znany również jako Jaś Jakubik (ur. 21 czerwca 2000 w Warszawie) – polski aktor.

## Życiorys
Jan Jakubik urodził się 21 czerwca 2000 roku w Warszawie. Jego matką jest polska aktorka i reżyserka dubbingu Agnieszka Matysiak a ojcem Arkadiusz Jakubik. Ma starszego brata, Jakuba, który również zajmuje się aktorstwem.

## Filmografia

### Filmy
- 2007: Szatan z siódmej klasy – Antoś Cisowski, brat Adama
- 2009: Dom zły – Młody Środoń
- 2021: Tylko drgnij Złodziej
- 2021: Wesele – Sąsiad
- 2022: Invalid Lap
- 2023: Lament No. 1
- 2024: Miłość jak miód – Wróbel

### Seriale
- 2003: Na Wspólnej – "Dex" Wolski
- 2006: Szatan z siódmej klasy – Antoś Cisowski, brat Adama
- 2019: Wiedźmin
- 2023: Infamia – Kamil
- 2023: Sortownia – Chłopak z pogryzieniami

### Polski dubbing
- 2022: Romantic Killer – Staruszek/Kolega Junty
- 2023: Dwutakt – Jordan "J.B." Bell

### Teatr
- 2023: Hamlet - William Shakespeare (reż. Maciej Gorczyński) – Hamlet, Rosencrantz
- 2024: Festen - Thomas Vinterberg, Mogens Rukov (reż. Remigiusz Brzyk) – Gbatokai oraz opracowanie muzyczne